# Sara Van
Sara Van (Lima, 1977) es una profesora y cantante peruana.

## Biografía
Sara Vignolo Huertas es una limeña que emigró a Madrid con su familia cuando apenas tenía doce años de edad. Estudió Humanidades y Filología hispánica en España.
Su incursión en el mundo musical fue a los quince años, cuando fue vocalista de una banda española de heavy metal. Grabó su primer disco, Talitá Kum, en 2008 apadrinada por Pelo Madueño, el cual fue preseleccionado para el Grammy Latino.
A pesar de su trayectoria, en el Perú su nombre se populariza a partir del 2013 tras el estreno del documental Sigo siendo, del peruano Javier Corcuera, donde interpreta el tema de Chabuca Granda «Cardo o ceniza».
Sara Vignolo Huertas es también consultora y profesora en enseñanza de inglés, maestra de escuela, y su formación en Filología hispánica y Humanidades es por la Universidad de Alcalá y la Carlos III.

## Discografía
- Talitá Kum (2008)[1]
- Hotel Bolívar (2017)[3]

## Filmografía
- Sigo siendo